# Christian Ludwig av Braunschweig-Lüneburg
Christian Ludwig av  Braunschweig-Lüneburg, född 25 februari 1622 i Herzberg am Harz, död 15 mars 1665 i Celle var en tysk hertig.
Han var son till Georg av Braunschweig-Lüneburg och Anna Eleonora av Hessen-Darmstadt och gift med Sofia Dorothea av Schleswig-Hollstein-Sonderburg-Glücksburg. Paret fick inga barn.